# Божественный язык
Божественный язык (англ. The Divine Language) — искусственный язык, придуманный Люком Бессоном для фильма «Пятый элемент».

## Создание языка
Автором языка был сам создатель фильма «Пятый элемент». Исполнительница главной роли Мила Йовович, персонаж которой — единственный разговаривающий на этом языке, во время производства фильма сама внесла изменения. Бессон и Йовович практиковали «божественный язык», используя его в переписке, и к концу съёмок они вдвоём спокойно на нём изъяснялись. Язык включает в себя около 400 слов. Сам язык частично основан на произношении и грамматике французского и арабского языков. Энтузиастами был создан сайт, посвящённый Божественному языку — Divinelanguage.com.

## Некоторые из слов и фраз[4]

### Слова
- Алгоулана — храбрый;
- Апипулай — Доброе утро.
- Бадабум — конец света;
- Баналото — давать;
- Виго — видеть;
- Гате — святыня;
- Гоуммилл — нога;
- Данко — спасибо;
- Деса — дорога, шоссе;
- Дилин’дилин — колокольчик;
- Домо — очень;
- Итчева — смешивать;
- Йдео — доверять;
- Ламеа — храм;
- Лимой — слушать;
- Микет — ревновать;
- Мина hиноур — целовать;
- Мларта — комната, клетка;
- Огон — день;
- Оу-ман — личность;
- Рактамо — огромный;
- Сасста-шима — космический корабль;
- Токемата — разговаривать;
- Туна — дом;
- Ферджи — грубиян;
- Хандала — рука;
- Чонча — прекрасный;
- Эскобар — священник;

### Числительные
- Амна — один;
- Тбай — два;
- Кба — три;
- Пат — четыре;
- Саб — пять;
- Сат — шесть;
- Чаб — семь;
- Ряб — восемь;
- Фаб — девять;
- Ами — десять;

### Выражения
- Сан агамат чей бэт энволет — «сундук был похищен»;
- Седдан акта гамат — «никогда без моего разрешения»;

## Псевдоистория
Согласно мифологии фильма, божественный язык — самый древний из известных языков во Вселенной. Главным носителем языка является сам Пятый элемент, а также раса мондошаван. По сюжету фильма, персонаж Вито Корнелиус также разбирался в нём.